# Trollesminde
Trollesminde er en hovedgård ved Hillerød i Frederiksborg Slotssogn, Lynge-Frederiksborg Herred, Frederiksborg Amt, som 1839-40 blev udskilt fra Favrholm, og som ligesom den oprindeligt var knyttet til Frederiksborg Slot.
Den første forpagter var den kendte landmand Christian Madsen, som døde på gården 1848.
I 1898 var gården på 55 tønder hartkorn, 646 tønder land, alt ager og eng.
Trollesminde blev i en statslig forsøgsgård i 1917 under Statens Planteavlsudvalg. Bygninger til dette formål blev opført 1931-45 af Hans Georg Skovgaard. I 1988 blev både den og Favrholm købt af Hillerød Kommune, som i 2006 lod alle bygninger nedrive på nær hovedhuset og dele af laden.
En langdysse ved Trollesminde blev fredlyst 1859 og er fredet som fortidsminde. Overliggeren på kamret kan rokkes, hvorfor dyssen almindelig kaldes Rokkestenen.